# Samuel Plouhinec
Samuel Plouhinec, né le 5 mars 1976 au Mans, est un coureur cycliste français.

## Biographie
Samuel Plouhinec commence le cyclisme à l'âge de 13 ans, en première année minime. Il prend sa première licence au Club Olympique De Pontlieue, où il a pratiqué l'athlétisme pendant deux ans avant ses débuts dans le vélo. En deuxième année minime, il signe sa première victoire à Coudrecieux. Après avoir obtenu 17 succès dans les rangs cadets, il passe en catégorie juniors, période durant laquelle il gagne 43 courses. En 1996, il rejoint le club Vendée U. Avec celui-ci, il devient champion de France des 100km contre-la-montre par équipes, autour de Salbris. Cette même année, il remporte le titre national espoirs sur route. 
Professionnel de 1998 à 2001 chez Cofidis et Jean Delatour, puis de 2005 à 2007 chez Bretagne-Jean Floc'h et Agritubel, Samuel Plouhinec est revenu dans les rangs amateurs en 2008, au sein de l'équipe Perche Agem 72 évoluant en Division nationale espoir. Il remporte le titre de champion de France amateur en 2009. En janvier 2010, il est renversé par une voiture durant un stage avec son équipe. Blessé, il ne participe à aucune course durant l'année. Il reprend la compétition en février 2011. En juin, il se classe deuxième du championnat de France sur route amateur à Boulogne-sur-Mer. Durant cette course, il parcourt les 55 derniers kilomètres en échappée avec son coéquipier Freddy Bichot. Suivant les consignes de leur directeur sportif, ils se disputent la victoire au sprint et Bichot l'emporte. Il termine la saison à la cinquième place du classement de la Fédération française de cyclisme. Il quitte l'équipe Veranda Rideau, déçu de ne pas avoir pu disputer la victoire du championnat de France comme il l'entendait. À partir de 2012, il court pour le Peltrax-CS Dammarie-lès-Lys. Il remporte le championnat d'Île-de-France.
Il stoppe la compétition à la fin de l'année 2017, au terme d'une carrière auréolée de 402 victoires.

## Palmarès
- 1994
  - Flèche Plédranaise
- 1995
  - 3e des Trois Jours des Mauges
- 1996
  -  Champion de France sur route espoirs
  -  Champion de France du contre-la-montre par équipes
  - Tour des Cantons de Mareuil-Verteillac :
    - Classement général
    - 1re et 2e (contre-la-montre) étapes

  - 2e du Circuit des Remparts
  - 2e de Paris-Tours espoirs
- 1997
  - 4e étape des Trois Jours des Mauges
  - 2e du Grand Prix d'Antibes
  - 3e du Grand Prix de Cannes
  - 3e de Nantes-Segré
  - 3e du Grand Prix de Cannes
- 2000
  - 2e étape de la Ronde de l'Oise
  - Grand Prix de Cours-la-Ville
  - 2e étape du Tour de l'Ain
  - 2e de Paris-Troyes
  - 2e du Grand Prix de Cannes
  - 3e du Circuit des Ardennes international
  - 3e de la Ronde du Sidobre
  - 3e de la Mi-août bretonne
- 2002
  - Grand Prix d'Antibes
  - Critérium de Gayant
  - 4e étape du Circuit de Saône-et-Loire
  - Tour de la Creuse
  - Grand Prix Cristal Energie
  - Grand Prix Christian Fenioux
  - Circuit des Deux Provinces
  - Grand Prix de Blangy-sur-Bresle
  - 5e étape du Tour de Nouvelle-Calédonie
  - 2e de Paris-Évreux
  - 2e de Tarbes-Sauveterre
- 2003
  - Grand Prix de Cours-la-Ville
  - Circuit des Remparts
  - Grand Prix Cristal Energie
  - Prix de la Saint-Laurent
  - 2e du Grand Prix de Chardonnay
- 2005
  - Boucles de la Loire
  - Essor breton :
    - Classement général
    - 2e (contre-la-montre par équipes) et 3e étapes

  - 4e étape du Tour de l'Ain
  - Polymultipliée lyonnaise
  - 2e du Grand Prix de Villers-Cotterêts
  - 3e du Grand Prix de Cours-la-Ville
  - 3e du Tour de l'Ain
- 2008
  - Vainqueur de l'Essor basque
  - Route de l'Atlantique
  - Circuit de la Vallée de la Loire
  - Grand Prix de Gamaches
  - Grand Prix Gabriel-Dubois
  - Prologue du Tour du Pays Roannais
  - La Deux-Sévrienne
  - 3e étape du Challenge Mayennais
  - Prix de la Foire au Boudin
  - Grand Prix de Monpazier
  - Prix de la Saint-Laurent
  - Circuit du Viaduc
  - Tour de la Porte Océane
  - Route d'Or du Poitou
  - Jard-Les Herbiers
  - Chrono de Tauxigny
  - Ronde mayennaise
  - Grand Prix de Blangy-sur-Bresle
  - Trio normand (avec Nicolas Edet et Benoît Jarrier)
  - 2e de la Ronde du Pays basque
  - 2e des Boucles de l'Austreberthe
  - 2e du Grand Prix des Marbriers
  - 2e des Trois Jours de Cherbourg
  - 3e des Boucles de la Soule
- 2009
  -  Champion de France sur route amateurs
  - Vainqueur de l'Essor basque
  - Tour du Labourd
  - Trophée de l'Essor
  - Grand Prix de la ville de Buxerolles
  - Tour de la Manche :
    - Classement général
    - 1re et 3e étapes

  - 2e étape des Boucles de la Mayenne
  - Grand Prix de Monpazier
  - 2e (contre-la-montre) et 3e étapes du Tour de la Dordogne
  - 100 Tours des Boulevards de Périgueux
  - Nocturne des Champions
  - Circuit des Remparts
  - Route d'Or du Poitou
  - Grand Prix de Monpazier
  - Trophée des Châteaux aux Milandes
  - Critérium de la Ronde des Fruits
  - Prix d'Eymouthiers
  - Circuit du Viaduc
  - Circuit des Deux Ponts
  - 2e du Grand Prix U
  - 2e du Chrono de Tauxigny
  - 3e de la Ronde du Pays basque
  - 3e des Boucles de la Soule
  - 3e du Grand Prix Gilbert Bousquet
  - 3e de La Coulainaise Vallée de la Sarthe
- 2011
  - 2e étape du Circuit des plages vendéennes
  - Grand Prix de Mortagne-au-Perch
  - Prix de Harcourt
  - Grand Prix du Mans
  - Grand Prix de La Rouchouze
  - Prix de Thorigny-sur-Marne
  - 3e, 4ea, 4eb (contre-la-montre) et 5e étapes du Tour de Marie-Galante
  - Nocturne de Mussidan
  - Bayonne-Pampelune
  - Tour du Canton de La Trimouille
  - Critérium d'Evaux-les-Bains
  - Grand Prix d'Availles-Limouzine
  - Grand Prix de Lignac
  - Route d'Or du Poitou
  - Grand Prix de Monpazier
  - Grand Prix de Miramont-de-Guyenne
  - Grand Prix de Villejésus
  - Grand Prix de Saint-Martin-de-Seignanx
  - Chrono châtelleraudais
  - Grand Prix de Guerville
  - Grand Prix de Bruère-Allichamps
  - Grand Prix de Beaumont-sur-Sarthe
  - 2e de la Boucle de l'Artois
  - 2e du Prix de la ville du Mont Pujols
  - 2e du Grand Prix de Cours-la-Ville
  - 2e du championnat de France sur route amateurs
  - 2e du Trophée des Châteaux aux Milandes
- 2012
  - Champion d'Île-de-France sur route
  - Circuit de l'Essor
  - Grand Prix de Mortagne-au-Perche
  - Grand Prix de Montlhéry
  - Tour du Pays Courvillois
  - Châteauroux-Limoges
  - Grand Prix de Melun
  - Grand Prix de Champagné
  - Deux Jours cyclistes du Perche :
    - Classement général
    - 1re et 2e étapes

  - Grand Prix des Fêtes de Coux-et-Bigaroque
  - Grand Prix d'Argelliers
  - Grand Prix de Miramont-de-Guyenne
  - Grand Prix d'Ecommoy
  - Prix de Fublaines
  - Chrono Châtelleraudais
  - Grand Prix de Bordeaux Caudéran
  - Chrono Condé-Berjou
  - Chrono de Tauxigny
  - Grand Prix de Beaumont-sur-Sarthe
  - Chrono des Achards
  - Chrono des Essarts
  - Tour du Charolais
  - 2e de La Durtorccha
  - 2e du Grand Prix de Saint-Pierre-la-Cour
  - 3e du Grand Prix Gabriel-Dubois
- 2013
  - Champion d'Île-de-France sur route
  - Champion de Picardie sur route
  - Circuit de l'Essor
  - Ronde du Pays basque
  - Grand Prix de Saint-Hilaire-du-Harcouët
  - Paris-Évreux
  - Grand Prix des Fêtes de Cénac-et-Saint-Julien
  - Prix de Coucy-le-Château
  - Tour des Mauges :
    - Classement général
    - 1re et 2e étapes

  - Tour du Pays Naborien
  - Grand Prix cycliste du Mans
  - Circuit de l'Huisne Sarthoise
  - Grand Prix Saint-Michel de Cahvaignes
  - Chrono Châtelleraudais
  - 2e de La Durtorccha
  - 2e du Tour du Canton de Matha
  - 3e du Tour du Piémont Vosgien
- 2014
  - Champion d'Île-de-France du contre-la-montre
  - Champion du Poitou-Charentes du contre-la-montre
  - 3e étape du Tour du Jura
  - Chrono Maintenonnais
  - 3e étape du Tour du Beaujolais
  - 2ea étape du Tour des Deux-Sèvres
  - Circuit des Remparts
  - 1re étape des Trois Jours de Cherbourg
  - Chrono de Tauxigny
  - 2e du Tour des Deux-Sèvres
  - 2e des Deux Jours cyclistes du Perche
  - 2e des Trois Jours de Cherbourg
  - 3e du Trophée de l'Essor
  - 3e du Grand Prix des vins de Panzoult
  - 3e du Prix de la Saint-Laurent
  - 3e du Grand Prix de Fougères
- 2015
  -  Champion du monde sur route masters (35-39 ans)
  - Champion d'Île-de-France du contre-la-montre
  - Boucle villainaise
  - Grand Prix de la ville du Mans
  - Boucles de l'Intercom Séverine
  - 4eb étape du Tour des Deux-Sèvres
  - Trophée des Châteaux aux Milandes
  - 2e du Tour d'Auvergne
  - 3e du Tour de la Dordogne
  - 3e du Grand Prix de Puy-l'Évêque
  -  Médaillé de bronze du championnat du monde du contre-la-montre masters (35-39 ans)
- 2016
  -  Champion de France du contre-la-montre masters (40-45 ans)
  - Essor basque :
    - Classement général
    - Ronde du Pays basque
    - Trophée de l'Essor

  - Prix Laurent-Bezault
  - Grand Prix de Mortagne-au-Perche
  - Grand Prix de Saint-Pierre-la-Cour
  - Prix d'Orléans-Ile Arrault
  - Trophée des Châteaux aux Milandes
  - 3e étape du Saint-Brieuc Agglo Tour
  - Grand Prix Le Ham
  - Chrono de Touraine-Tauxigny
  - Ronde mayennaise
  - Powerade Chrono Classic
  - Mémorial d'Automne
  - Prix des Vins Nouveaux
  - 2e du Prix de la ville du mont Pujols
  - 2e du Grand Prix des Foires d'Orval
  - 3e de Le Poinçonnet-Limoges
  - 3e du Grand Prix de Puy-l'Évêque
  - 3e de l'Estivale bretonne
  - 3e du Grand Prix de Fougères
  - 3e de Jard-Les Herbiers
  - 3e du Circuit des Deux Ponts
- 2017
  -  Champion du monde sur route masters (40-44 ans)
  -  Champion du monde du contre-la-montre masters (40-44 ans)
  - Tour du Pays Courvillois
  - Ronde du Centenaire :
    - Classement général
    - 1re étape

  - Chrono de Touraine-Tauxigny
  - Chrono Châtelleraudais
  - Grand Prix de Beaumont-sur-Sarthe
  - Chrono des Achards
  - 2e de la Boucle de l'Artois
  - 2e du Grand Prix des Fêtes de Cénac-et-Saint-Julien
  - 2e du Tour de la Mirabelle
  - 3e du Grand Prix U
  - 3e du Grand Prix de Puy-l'Évêque
  - 3e de Volvic-Feytiat
  - 3e du Grand Prix de Fougères
- 2025
  -  Champion de France du contre-la-montre masters 4 (45-49 ans)[7]

## Résultats sur les grands tours

### Tour de France
1 participation
- 2006 : abandon (12e étape)

## Classements mondiaux
| Année           | 2005 | 2006 | 2007 | 2008 | 2009 | 2010 | 2011 | 2012 | 2013   |
| --------------- | ---- | ---- | ---- | ---- | ---- | ---- | ---- | ---- | ------ |
| UCI Europe Tour | 102e | 778e | 874e | 408e | 618e |      |      |      | 1 073e |